# Skulpturen-Rundgang Schorndorf

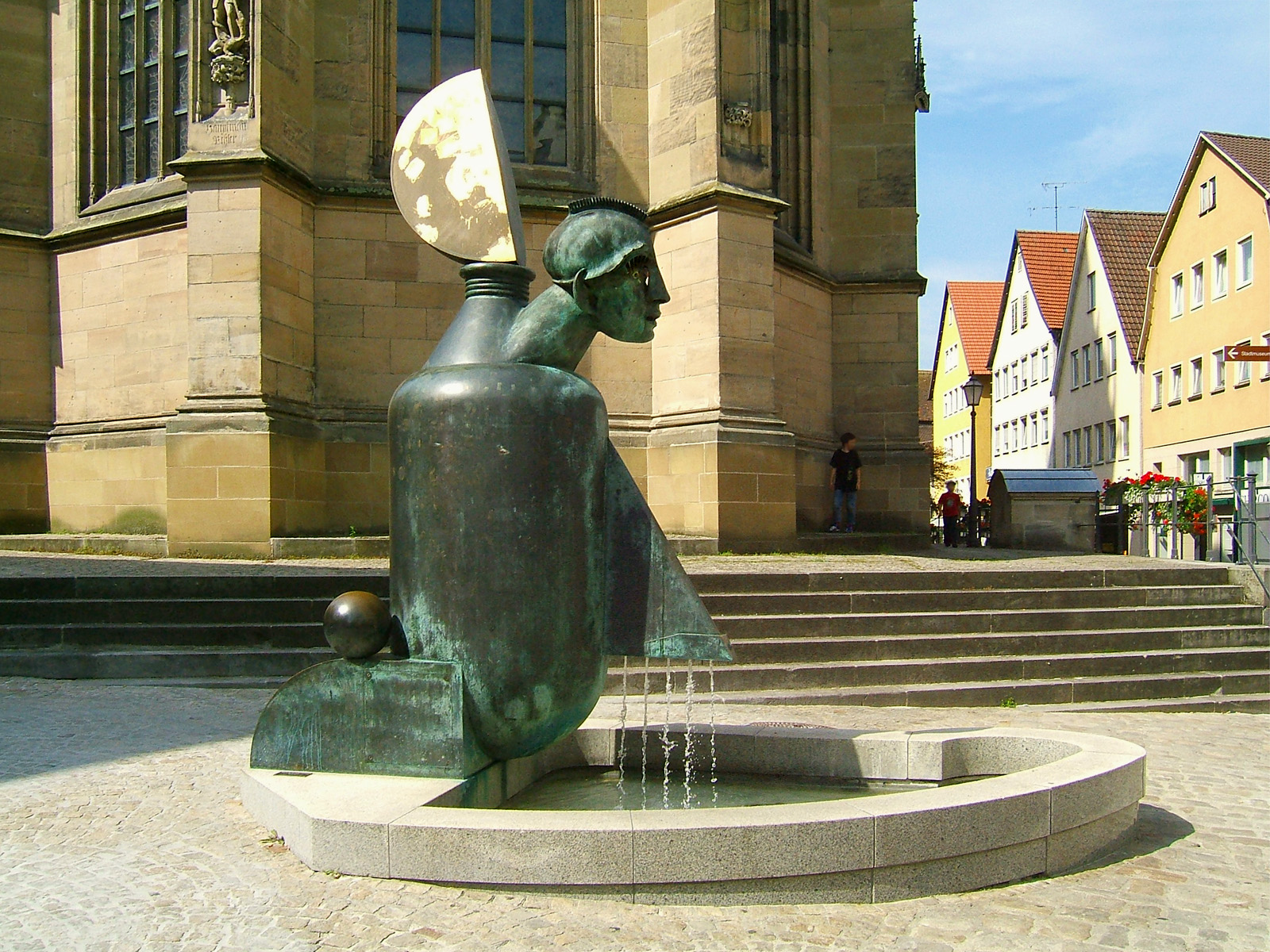
Mondscheinbrunnen in Schorndorf

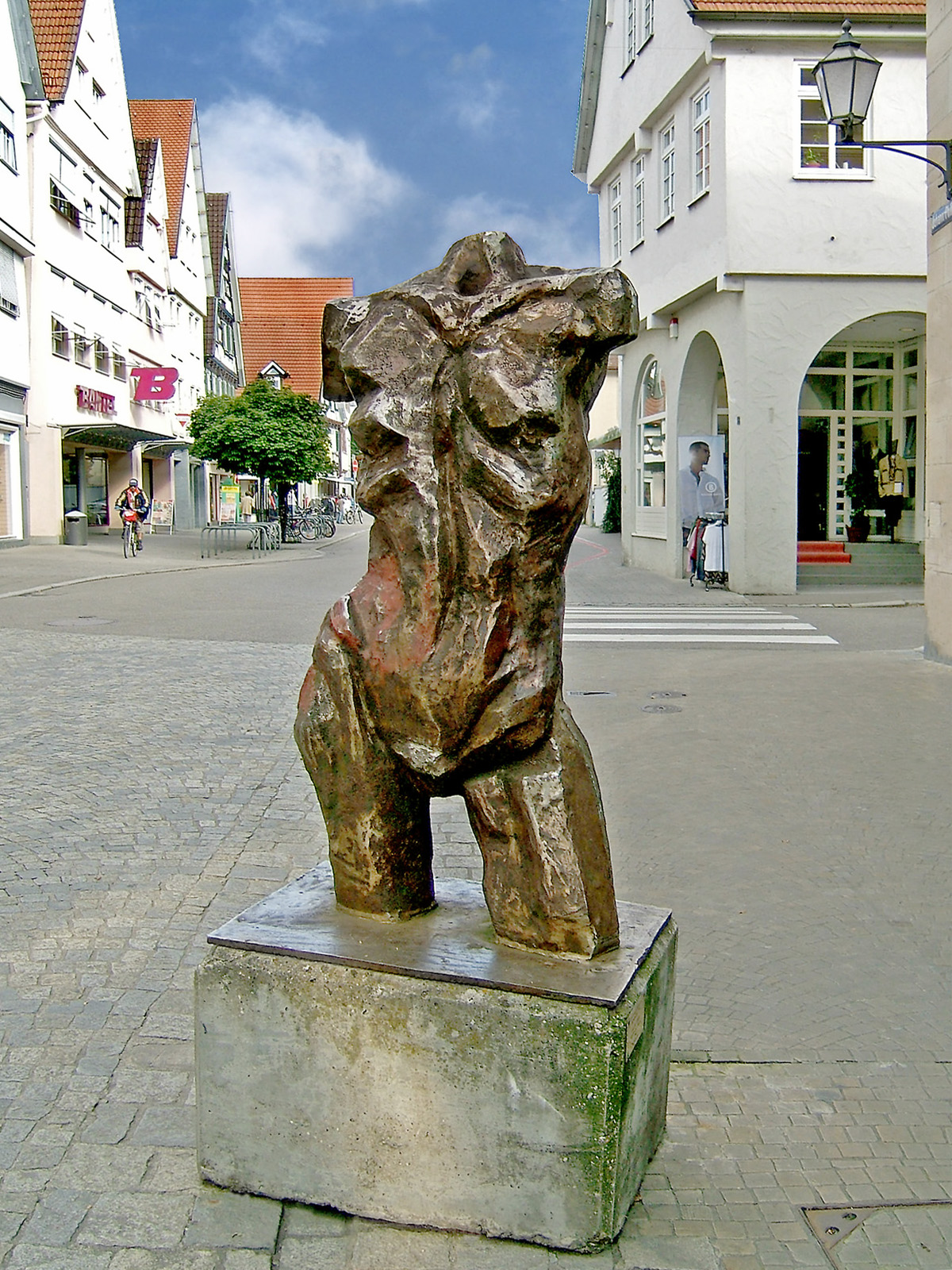
Weiblicher Torso in Schorndorf

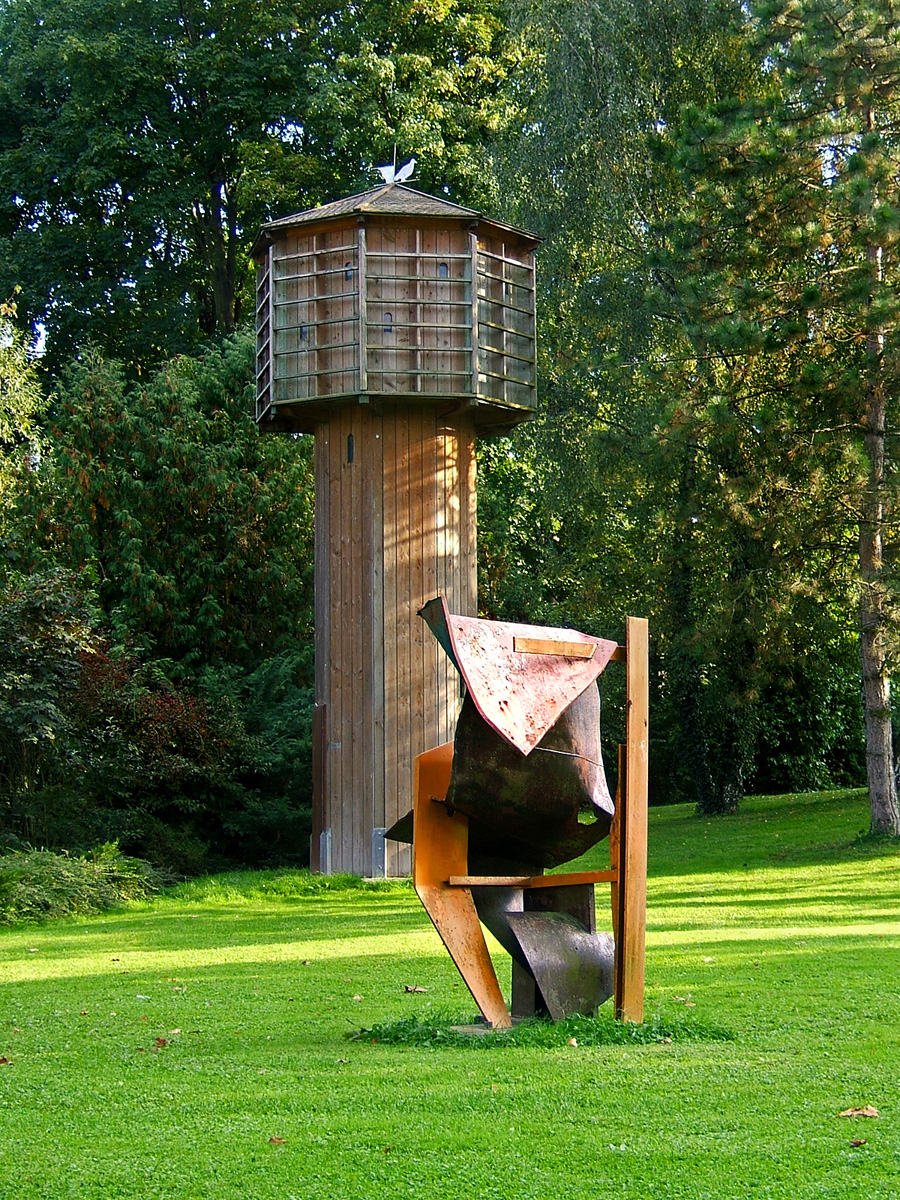
Brandung in Schorndorf

Skulpturen-Rundgang Schorndorf is een beeldenroute in de stad Schorndorf in de Duitse deelstaat Baden-Württemberg.
Voor 1987 had de stad reeds vier beelden in de openbare ruimte. Het plaatselijke Kulturforum organiseerde in 1987 het eerste beeldhouwersymposium onder het motto "Moderne kunst in een oude stad". Met een tweede symposium in 1997 werd de route nog uitgebreid, zodat sinds de officiële start van de Skulpturen-Rundgang in 2001 36 sculpturen zijn te zien.
De collectie bestrijkt vele stromingen in de beeldhouwkunst: figuratief en abstract, metaal- en steenbeeldhouwkunst, glaskunst, reliëfs, fonteinen, land art en Pop-art, installatie- en conceptuele kunst.

## Beelden in de openbare ruimte
1. Hüseyin Altin : Fortschnittschritt (1987)
2. Max Seiz : Das Gespräch (1988)
3. Jürgen Goertz : Mondscheinbrunnen (1991)
4. Fritz Nuss : Mutter und Kind (1987)
5. Hans Dieter Bohnet : Armer Konrad (1991)
6. Otto Zeyher : Zeitzeichen Anoo Domini 2000 (2000)
7. EBBA Kaynak : AN-NAs (2001)
8. Josef Nadj : Rahmenbedingung (2001)
9. Erich Fritz Reuter : Lesender Jüngling (1989)
10. Dodo Kalberer-Brenek : Tierbrunnen (1987)
11. David Lee Thompson : Swan Song, Still Unplugged in Schorndorf (1997)
12. Werner Pokorny : Haus mit durchbrochener Form (1997)
13. Timm Ulrichs : Gekippter Fluss - Natur in Fertigteilen (1997)
14. Fritz von Graevenitz : Gottlieb-Daimler-Denkmal (1950)
15. Horst Antes : Figur 1000 (1987)
16. Eckhard Dietz : Weiblicher Torso (1987)
17. Reinhard Scherer : Torturm (1995)
18. Reinhard Sigle : Ohne Titel 07 (2007)
19. Christoph Traub : Friend (2005)
20. Josef Bücheler : Weinfahne PE 7/05 (2005)
21. Johannes Pfeiffer : Augenzeugen (2007)
22. Daniel Wagenblast : Mann mit dem Auto (2006)
23. Siegfried Pietrusky : Gerüst mit drei Knubbeln (1997)
24. Erich Hauser : 7/87 (1987)
25. Frieder Stöckle : Armer Konrad (1973)
26. Karl Heinz Eisele : Der Wächter (2003)
27. Reinhard Scherer : Eigener Schatten (1987)
28. Klaus H. Hartmann : Brandung (1987)
29. Franklin Pühn : Gogo (1987)
30. Karl Heinz Eisele : Tuller Stein (1969)
31. Reinhard Scherer : Mahnmal (1991)
32. Christoph Traub: Tor der Ahnen (2005)
33. Domenico Ferretti : kopie van Allegorie der Rems (Remsus) uit 1748/53 uitgevoerd in zandsteen (2007)
34. Gerda Bier : Tor/Weg (1999)
35. Hans Michael Franke : Newgrange '97 (2001)
36. Romeo Marinello : San Marco Löwe (2005)

## Fotogalerij

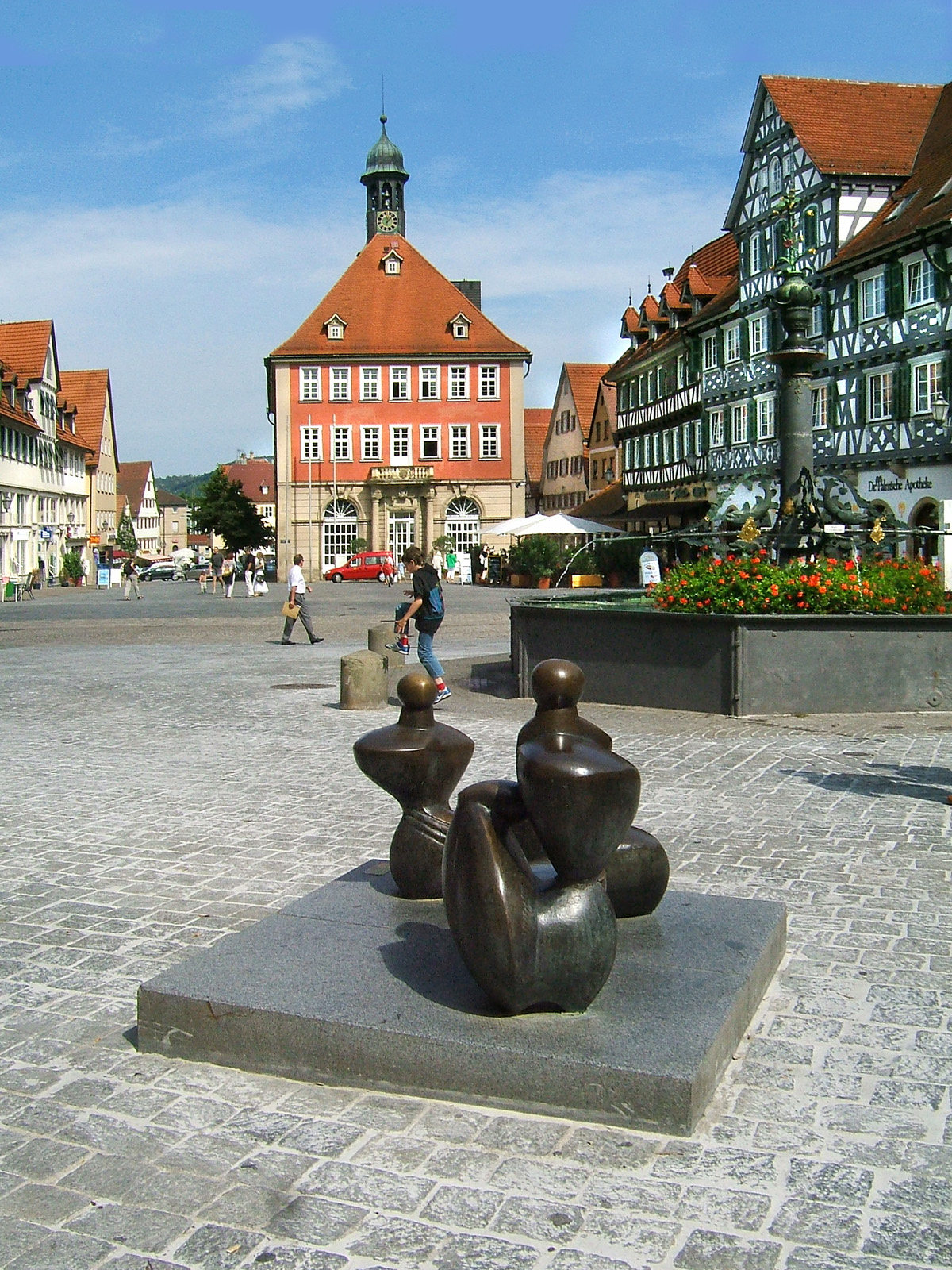
Das Gespräch van Max Seiz
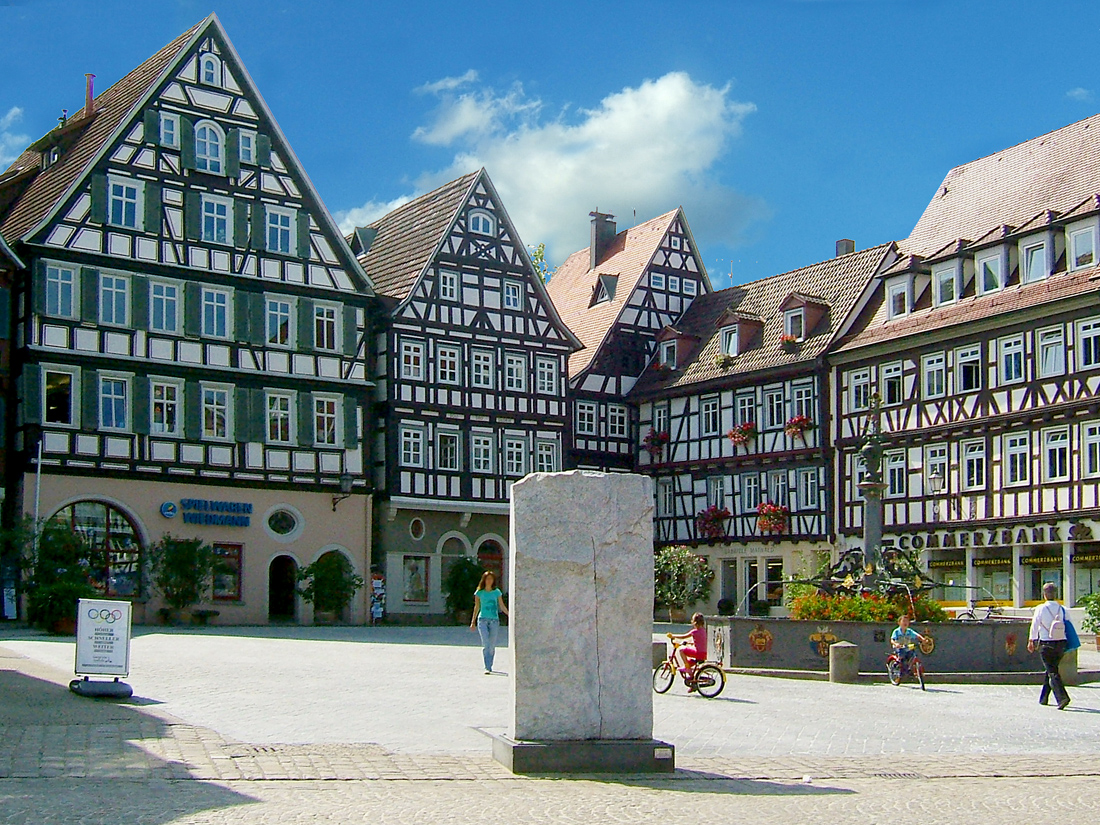
Fortschnittschritt van Hüseyin Altin
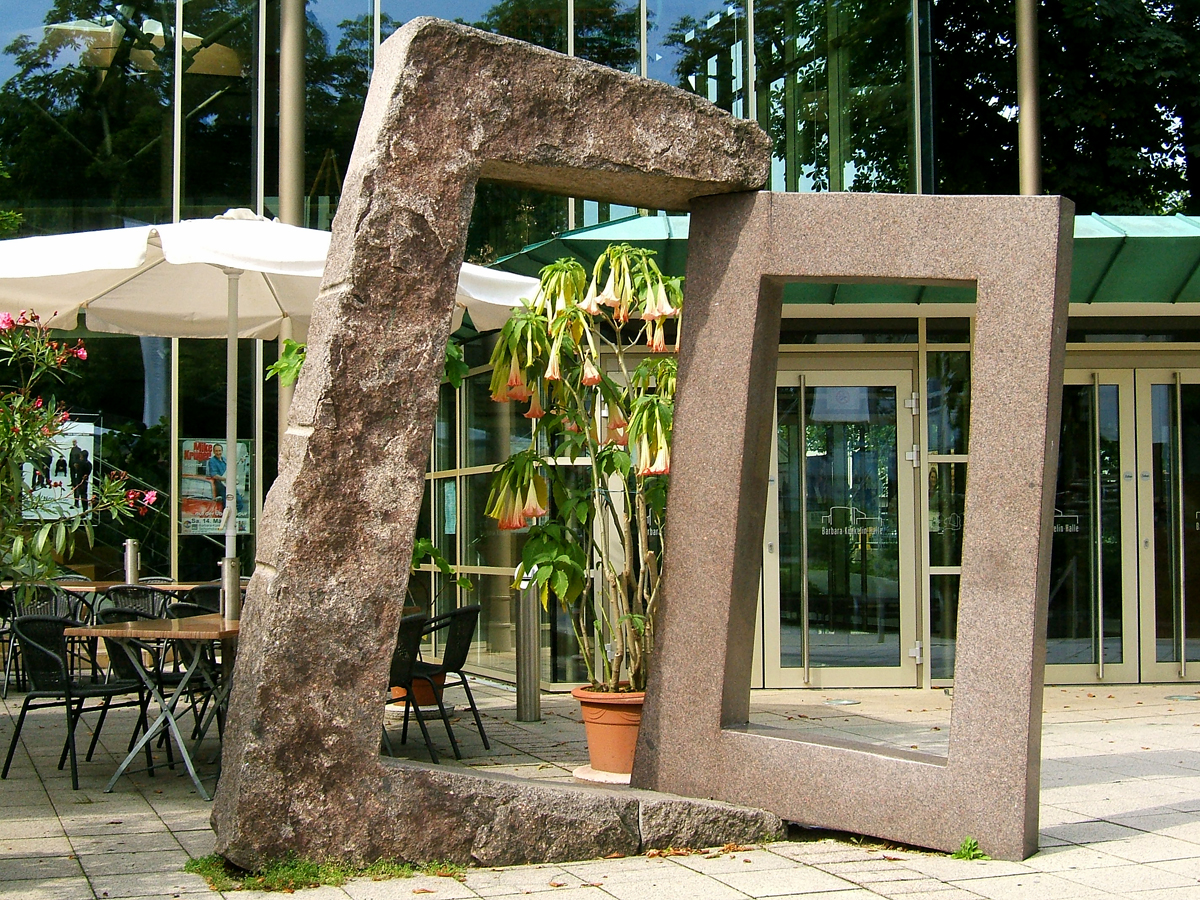
Rahmenbedingung van Josef Nadj
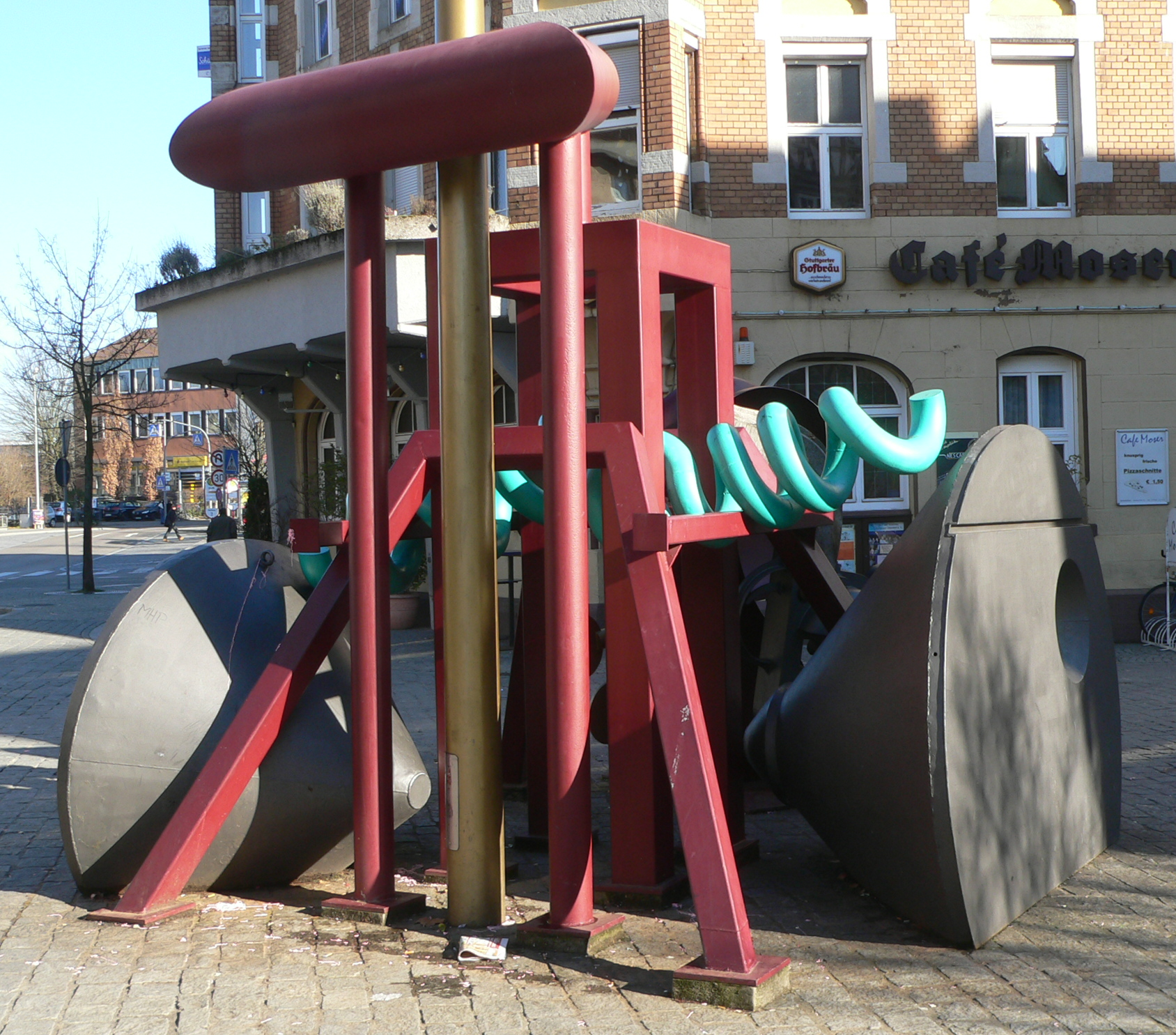
Swan Song, Still Unplugged in Schorndorf van David Lee Thompson
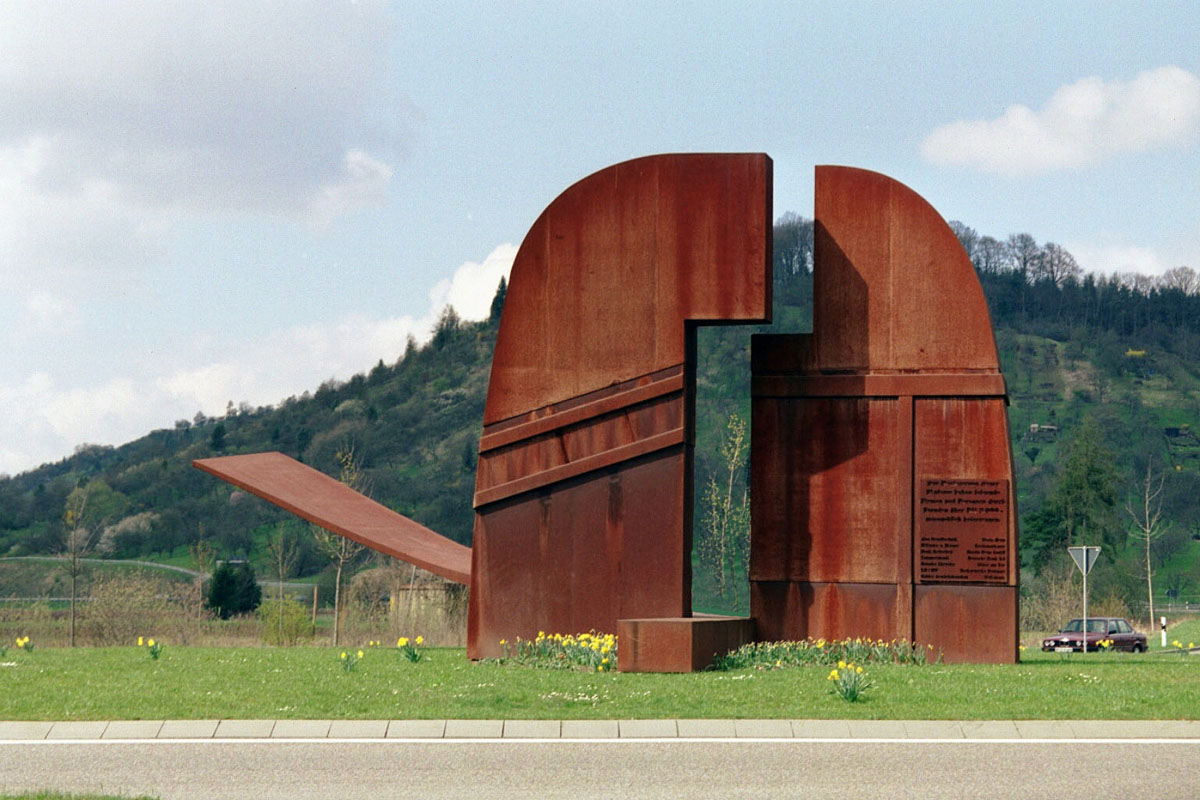
Tor/Weg van Gerda Bier